# 자유냐 죽음이냐

그리스의 국기

자유냐 죽음이냐(그리스어: Ελευθερία ή θάνατος 엘레프테리아 이 타나토스[*])는 그리스의 나라 표어이다.
이것은 그리스 독립 전쟁 중에 오스만 제국의 통치에 거역하면서 외친 그리스인들의 함성이다. 독립 전쟁 이후에는 그리스의 나라 표어로 채택되었고 오늘날에도 사용되고 있다.
그리고 이 표어의 9음절은 그리스의 국기에 그려진 9개의 가로 줄무늬에 대한 인기있는 이론에 쓰이고 있다. 지금도 이 표어는 현재까지도 폭정과 억압에 대한 그리스인들의 의지를 상징하고 있다.

## 같이 보기
- 그리스 독립전쟁
- 자유의 찬가
- 아메리카 연합국의 국가
- 나에게 자유가 아니면 죽음을 달라!
- 자유, 평등, 우애
- 타나토스